# Task Coach
Task Coach — бесплатный кроссплатформенный менеджер персональных задач (органайзер) с открытым исходным кодом, предназначенный для учёта личных задач и списков дел.
Task Coach может сортировать задачи по разным атрибутам, например по дате выполнения, назначенному приоритету или времени, потраченному на выполнение задачи. Task Coach также позволяет делать заметки и присоединять файлы к задачам. Формат, в котором хранятся данные программы — XML. Имеет портативную версию.

## Возможности
- Создание задач и подзадач с приоритетами
- Сохранение выбранных задач в отдельный файл
- Импорт задач в форматах .HTML и .CSV
- Экспорт задач в форматах .HTML, .CSV, .iCalendar, .TXT
- В задачи можно добавлять разные типы файлов
- Все задачи можно настраивать индивидуально
- Вывод задач в виде списка или дерева
- Встроенный блокнот заметок
- Отправка по электронной почте
- Возможность объединить проекты
- Поиск с поддержкой регулярных выражений
- Доступна на 16-ти языках[4]